# Wiener Masse
Wiener Masse bezeichnet in der Konditorei und Bäckerei eine dem Biskuit ähnliche Masse, die jedoch Fett enthält, das nach dem Backen eine feinporige, mürbe und saftige Konsistenz bewirkt und das Produkt nicht so schnell austrocknen lässt. Wiener Masse wird vorwiegend für Tortenböden, für Petits Fours und für Eistorten verwendet. Man unterscheidet nach dem Fettgehalt zwischen leichter und schwerer Wiener Masse.
Die Leitsätze für Feine Backwaren schreiben vor, dass Wiener Masse auf 100 kg Getreideerzeugnisse mindestens 66,7 Prozent Vollei und mindestens 6 kg Butter enthalten soll (im Unterschied zu Biskuit, das fettfrei ist).

## Herstellung
Wiener Masse wird nach dem Warm-Kalt-Verfahren hergestellt: Vollei wird mit Zucker erst warm aufschlagen, dann kalt geschlagen bei Zimmertemperatur. Mehl und Stärkepuder, vermischt und gesiebt, wird dann unter die Ei-Zucker-Masse meliert. Flüssige Butter wird untergehoben, die Wiener Masse in eine Backform hineingeben und gebacken.